# (34305) 2000 QN179
2000 كيو أن 179 (ويعرف أيضًا باسم (34305) 2000 كيو أن 179 وفق تسمية الكوكب الصغير) (بالإنجليزية: 2000 QN179)‏ هو كويكب ضمن حزام الكويكبات؛ وترتيبه 34305 من حيث الاكتشاف.
اكتُشف هذا الجُرم الفلكي بواسطة بحث لنكولن عن الكويكبات القريبة من الأرض في 31 أغسطس 2000.

## وصلات خارجية
- (34305) 2000 QN179 في قاعدة بيانات مختبر الدفع النفاث لأجرام النظام الشمسي الصغيرة

- الاكتشاف · مخطط المدار ·  العناصر المدارية · المعلمات المادية

- (34305) 2000 QN179 على موقع ويكي سكاي: DSS2, SDSS, GALEX, IRAS, Hydrogen α, X-Ray, Astrophoto, Sky Map, Articles and images